# Portugees voetbalelftal in 2016
Het Portugees voetbalelftal speelde een recordaantal van zeventien officiële interlands in het jaar 2016, waaronder zeven duels bij het EK voetbal 2016 in Frankrijk. Daar eiste de ploeg onder leiding van bondscoach Fernando Santos de titel op door gastland Frankrijk in de finale met 1-0 te verslaan, ondanks het voortijdige uitvallen (25ste minuut) van sterspeler Cristiano Ronaldo vanwege een blessure. Een charge van Dimitri Payet in de 8ste minuut werd hem fataal, al probeerde hij het nog  even met een bandage. Het winnende doelpunt kwam in de 109de minuut op naam van invaller Éder, die scoorde op aangeven van João Moutinho. Op de in 1993 geïntroduceerde FIFA-wereldranglijst zakte Portugal in 2016 van de 7de (januari 2016) naar de 8ste plaats (december 2016).

## Balans
| Wedstrijden | Wedstrijden | Wedstrijden | Wedstrijden | Doelpunten | Doelpunten | Doelpunten | Punten |
| Gespeeld    | Winst       | Gelijk      | Verlies     | Voor       | Tegen      | Saldo      | Punten |
| ----------- | ----------- | ----------- | ----------- | ---------- | ---------- | ---------- | ------ |
| 17          | 10          | 4           | 3           | 42         | 11         | +31        | 1.412  |

## Interlands
|                                                     |          |                |           |                                                                                                   |
| 25 maart Vriendschappelijk № 568 «onderlinge duels» | Portugal | 0 – 1          | Bulgarije | Estádio Dr. Magalhães Pessoa, Leiria Toeschouwers: 19.355 Scheidsrechter: Carlos Clos Gómez (ESP) |
| 25 maart Vriendschappelijk № 568 «onderlinge duels» |          | 19' Marcelinho |           | Estádio Dr. Magalhães Pessoa, Leiria Toeschouwers: 19.355 Scheidsrechter: Carlos Clos Gómez (ESP) |

|                                                     |                                |       |                   |                                                                                                  |
| 29 maart Vriendschappelijk № 569 «onderlinge duels» | Portugal                       | 2 – 1 | België            | Estádio Dr. Magalhães Pessoa, Leiria Toeschouwers: 20.157 Scheidsrechter: Stephan Klossner (SUI) |
| 29 maart Vriendschappelijk № 569 «onderlinge duels» | Nani 20' Cristiano Ronaldo 40' |       | 62' Romelu Lukaku | Estádio Dr. Magalhães Pessoa, Leiria Toeschouwers: 20.157 Scheidsrechter: Stephan Klossner (SUI) |

|                                                             |                                                     |       |           |                                                                                    |
| 29 mei Vriendschappelijk № 570 «onderlinge duels» 21:45 uur | Portugal                                            | 3 – 0 | Noorwegen | Estádio do Dragão, Porto Toeschouwers: 34.275 Scheidsrechter: Padraig Sutton (IRL) |
| 29 mei Vriendschappelijk № 570 «onderlinge duels» 21:45 uur | Ricardo Quaresma 13' Raphaël Guerreiro 65' Éder 70' |       |           | Estádio do Dragão, Porto Toeschouwers: 34.275 Scheidsrechter: Padraig Sutton (IRL) |

|                                                             |                    |       |          |                                                                                |
| 2 juni Vriendschappelijk № 571 «onderlinge duels» 20:45 uur | Engeland           | 1 – 0 | Portugal | Wembley Stadium, Londen Toeschouwers: 82.503 Scheidsrechter: Marco Guida (ITA) |
| 2 juni Vriendschappelijk № 571 «onderlinge duels» 20:45 uur | Chris Smalling 86' |       |          | Wembley Stadium, Londen Toeschouwers: 82.503 Scheidsrechter: Marco Guida (ITA) |

|                                                             | |       |         |                                                                                    |
| 8 juni Vriendschappelijk № 572 «onderlinge duels» 20:45 uur | Portugal | 7 – 0 | Estland | Estádio da Luz, Lissabon Toeschouwers: 52.536 Scheidsrechter: Bart Vertenten (BEL) |
| 8 juni Vriendschappelijk № 572 «onderlinge duels» 20:45 uur | Cristiano Ronaldo 36' Ricardo Quaresma 39' Cristiano Ronaldo 45' Danilo Pereira 55' Karol Mets 61' (e.d.) Ricardo Quaresma 77' Éder 80' |       |         | Estádio da Luz, Lissabon Toeschouwers: 52.536 Scheidsrechter: Bart Vertenten (BEL) |

| EK 2016 |
| ------- |

|                                                            |          |       |                      |                                                                                                |
| 14 juni EK 2016 Groep F № 573 «onderlinge duels» 21:00 uur | Portugal | 1 – 1 | IJsland              | Stade Geoffroy-Guichard, Saint-Étienne Toeschouwers: 38.742 Scheidsrechter: Cüneyt Çakır (TUR) |
| 14 juni EK 2016 Groep F № 573 «onderlinge duels» 21:00 uur | Nani 31' |       | 50' Birkir Bjarnason | Stade Geoffroy-Guichard, Saint-Étienne Toeschouwers: 38.742 Scheidsrechter: Cüneyt Çakır (TUR) |

|                                                            |          |       |            |                                                                                    |
| 18 juni EK 2016 Groep F № 574 «onderlinge duels» 18:00 uur | Portugal | 0 – 0 | Oostenrijk | Parc des Princes, Parijs Toeschouwers: 44.291 Scheidsrechter: Nicola Rizzoli (ITA) |
| 18 juni EK 2016 Groep F № 574 «onderlinge duels» 18:00 uur |          |       |            | Parc des Princes, Parijs Toeschouwers: 44.291 Scheidsrechter: Nicola Rizzoli (ITA) |

|                                                            |                                                           |       |                                                      |                                                                                     |
| 22 juni EK 2016 Groep F № 575 «onderlinge duels» 18:00 uur | Hongarije                                                 | 3 – 3 | Portugal                                             | Stade des Lumières, Lyon Toeschouwers: 55.514 Scheidsrechter: Martin Atkinson (ENG) |
| 22 juni EK 2016 Groep F № 575 «onderlinge duels» 18:00 uur | Zoltán Gera 19' Balázs Dzsudzsák 47' Balázs Dzsudzsák 55' |       | 42' Nani 50' Cristiano Ronaldo 62' Cristiano Ronaldo | Stade des Lumières, Lyon Toeschouwers: 55.514 Scheidsrechter: Martin Atkinson (ENG) |

|                                                                   |         |                       |          |                                                                                        |
| 25 juni EK 2016 Achtste finale № 576 «onderlinge duels» 21:00 uur | Kroatië | 0 – 1 (n.v.)          | Portugal | Stade Bollaert-Delelis, Lens Toeschouwers: 33.523 Scheidsrechter: Carlos Velasco (ESP) |
| 25 juni EK 2016 Achtste finale № 576 «onderlinge duels» 21:00 uur |         | 117' Ricardo Quaresma |          | Stade Bollaert-Delelis, Lens Toeschouwers: 33.523 Scheidsrechter: Carlos Velasco (ESP) |

|                                                                |                                                                    |       |                                                                      |                                                                                   |
| 30 juni EK 2016 Kwartfinale № 577 «onderlinge duels» 21:00 uur | Polen                                                              | 1 – 1 | Portugal                                                             | Stade Vélodrome, Marseille Toeschouwers: 62.940 Scheidsrechter: Felix Brych (GER) |
| 30 juni EK 2016 Kwartfinale № 577 «onderlinge duels» 21:00 uur | Robert Lewandowski 2'                                              |       | 33' Renato Sanches                                                   | Stade Vélodrome, Marseille Toeschouwers: 62.940 Scheidsrechter: Felix Brych (GER) |
| 30 juni EK 2016 Kwartfinale № 577 «onderlinge duels» 21:00 uur | Strafschoppen                                                      |       |                                                                      | Stade Vélodrome, Marseille Toeschouwers: 62.940 Scheidsrechter: Felix Brych (GER) |
| 30 juni EK 2016 Kwartfinale № 577 «onderlinge duels» 21:00 uur | Robert Lewandowski Arkadiusz Milik Kamil Glik Jakub Błaszczykowski | 3 – 5 | Cristiano Ronaldo Renato Sanches João Moutinho Nani Ricardo Quaresma | Stade Vélodrome, Marseille Toeschouwers: 62.940 Scheidsrechter: Felix Brych (GER) |

|                                                                |                                |       |       |                                                                                         |
| 6 juli EK 2016 Halve finale № 578 «onderlinge duels» 21:00 uur | Portugal                       | 2 – 0 | Wales | Parc Olympique Lyonnais, Lyon Toeschouwers: 55.679 Scheidsrechter: Jonas Eriksson (SWE) |
| 6 juli EK 2016 Halve finale № 578 «onderlinge duels» 21:00 uur | Cristiano Ronaldo 50' Nani 53' |       |       | Parc Olympique Lyonnais, Lyon Toeschouwers: 55.679 Scheidsrechter: Jonas Eriksson (SWE) |

|                                                           |           |              |           |                                                                                          |
| 10 juli EK 2016 Finale № 579 «onderlinge duels» 21:00 uur | Portugal  | 1 – 0 (n.v.) | Frankrijk | Stade de France, Saint-Denis Toeschouwers: 75.868 Scheidsrechter: Mark Clattenburg (ENG) |
| 10 juli EK 2016 Finale № 579 «onderlinge duels» 21:00 uur | Éder 109' |              |           | Stade de France, Saint-Denis Toeschouwers: 75.868 Scheidsrechter: Mark Clattenburg (ENG) |

|  |  |  |  |  |  |  |  |  |

|                                                                  |                                                                |       |           |                                                                               |
| 1 september Vriendschappelijk № 580 «onderlinge duels» 20:45 uur | Portugal                                                       | 5 – 0 | Gibraltar | Estádio do Bessa, Porto Toeschouwers: 22.000 Scheidsrechter: Erez Papir (ISR) |
| 1 september Vriendschappelijk № 580 «onderlinge duels» 20:45 uur | Nani 27' Nani 55' João Cancelo 73' Bernardo Silva 76' Pepe 79' |       |           | Estádio do Bessa, Porto Toeschouwers: 22.000 Scheidsrechter: Erez Papir (ISR) |

|                                                                             |                                    |       |          |                                                                                      |
| 6 september Kwalificatie WK 2018 Groep B № 581 «onderlinge duels» 20:45 uur | Zwitserland                        | 2 – 0 | Portugal | St. Jakob-Park, Bazel Toeschouwers: 36.000 Scheidsrechter: Antonio Mateu Lahoz (ESP) |
| 6 september Kwalificatie WK 2018 Groep B № 581 «onderlinge duels» 20:45 uur | Breel Embolo 23' Admir Mehmedi 30' |       |          | St. Jakob-Park, Bazel Toeschouwers: 36.000 Scheidsrechter: Antonio Mateu Lahoz (ESP) |

|                                                                           | |       |         |                                                                                     |
| 7 oktober Kwalificatie WK 2018 Groep B № 582 «onderlinge duels» 20:45 uur | Portugal | 6 – 0 | Andorra | Estádio Municipal, Aveiro Toeschouwers: 25.120 Scheidsrechter: Oliver Drachta (AUT) |
| 7 oktober Kwalificatie WK 2018 Groep B № 582 «onderlinge duels» 20:45 uur | Cristiano Ronaldo 2' Cristiano Ronaldo 4' João Cancelo 44' Cristiano Ronaldo 47' Cristiano Ronaldo 68' André Silva 86' |       |         | Estádio Municipal, Aveiro Toeschouwers: 25.120 Scheidsrechter: Oliver Drachta (AUT) |

|                                                                            |         | |          |                                                                                  |
| 10 oktober Kwalificatie WK 2018 Groep B № 583 «onderlinge duels» 20:45 uur | Faeröer | 0 – 6 | Portugal | Tórsvøllur, Tórshavn Toeschouwers: 4.748 Scheidsrechter: Gediminas Mažeika (LTU) |
| 10 oktober Kwalificatie WK 2018 Groep B № 583 «onderlinge duels» 20:45 uur |         | 12' André Silva 22' André Silva 37' André Silva 65' Cristiano Ronaldo 90+1' João Moutinho 90+3' João Cancelo |          | Tórsvøllur, Tórshavn Toeschouwers: 4.748 Scheidsrechter: Gediminas Mažeika (LTU) |

|                                                                             |                                                                                           |       |                    |                                                                                |
| 13 november Kwalificatie WK 2018 Groep B № 584 «onderlinge duels» 20:45 uur | Portugal                                                                                  | 4 – 1 | Letland            | Estádio Algarve, Loulé Toeschouwers: 20.744 Scheidsrechter: Bobby Madden (SCO) |
| 13 november Kwalificatie WK 2018 Groep B № 584 «onderlinge duels» 20:45 uur | Cristiano Ronaldo 28' (pen.) William Carvalho 69' Cristiano Ronaldo 85' Bruno Alves 90+2' |       | 67' Artūrs Zjuzins | Estádio Algarve, Loulé Toeschouwers: 20.744 Scheidsrechter: Bobby Madden (SCO) |

## FIFA-wereldranglijst
| JAN | FEB | MAR | APR | MEI | JUN | JUL | AUG | SEP | OKT | NOV | DEC |
| --- | --- | --- | --- | --- | --- | --- | --- | --- | --- | --- | --- |
| 7   | 7   | 7   | 8   | 8   | 8   | 6   | 6   | 7   | 8   | 8   | 8   |

## Statistieken
| Rui Patrício      | 1988-02-15 | Sporting Lissabon     | 14 | 0  | 0  |    |   |
| Anthony Lopes     | 1990-10-01 | Olympique Lyonnais    | 2  | 0  | 0  |    |   |
| Eduardo Carvalho  | 1982-09-19 | Chelsea               | 1  | 0  | 0  |    |   |
| Verdediging       |            |                       |    |    |    |    |   |
| Pepe              | 1983-02-26 | Real Madrid           | 13 | 0  | 1  |    |   |
| Raphaël Guerreiro | 1993-12-22 | Borussia Dortmund     | 12 | 1  | 1  |    |   |
| José Fonte        | 1983-12-22 | Southampton           | 11 | 1  | 0  |    |   |
| Cédric Soares     | 1991-08-31 | Southampton           | 7  | 0  | 0  |    |   |
| Vieirinha         | 1986-01-24 | VfL Wolfsburg         | 6  | 2  | 0  |    |   |
| Ricardo Carvalho  | 1978-05-18 | AS Monaco             | 5  | 1  | 0  |    |   |
| Bruno Alves       | 1981-11-27 | Cagliari              | 5  | 0  | 1  |    |   |
| Eliseu            | 1983-10-01 | SL Benfica            | 4  | 2  | 0  |    |   |
| João Cancelo      | 1994-05-27 | Valencia CF           | 4  | 0  | 3  | 4  | 3 |
| Vitorino Antunes  | 1987-04-01 | Dinamo Kiev           | 1  | 1  | 0  |    |   |
| Middenveld        |            |                       |    |    |    |    |   |
| João Mário        | 1993-01-19 | Internazionale        | 14 | 3  | 0  |    |   |
| William Carvalho  | 1992-04-07 | Sporting Lissabon     | 11 | 3  | 1  |    |   |
| André Gomes       | 1993-07-30 | FC Barcelona          | 10 | 3  | 0  |    |   |
| João Moutinho     | 1986-09-08 | AS Monaco             | 9  | 4  | 1  |    |   |
| Adrien Silva      | 1989-03-15 | Sporting Lissabon     | 8  | 2  | 0  |    |   |
| Danilo Pereira    | 1991-09-09 | FC Porto              | 6  | 6  | 1  |    |   |
| Renato Sanches    | 1997-08-18 | Bayern München        | 3  | 9  | 1  | 12 | 1 |
| Rafa Silva        | 1993-05-17 | SL Benfica            | 2  | 3  | 0  |    |   |
| Aanval            |            |                       |    |    |    |    |   |
| Nani              | 1986-11-17 | Valencia CF           | 13 | 1  | 6  |    |   |
| Cristiano Ronaldo | 1985-02-05 | Real Madrid           | 13 | 0  | 13 |    |   |
| Ricardo Quaresma  | 1983-09-26 | Beşiktaş              | 6  | 11 | 4  |    |   |
| Éder              | 1987-12-22 | Lille OSC             | 3  | 8  | 3  |    |   |
| André Silva       | 1995-11-06 | FC Porto              | 3  | 2  | 4  | 5  | 4 |
| Bernardo Silva    | 1994-08-10 | AS Monaco             | 2  | 2  | 1  |    |   |
| Gelson Martins    | 1995-05-11 | Sporting Lissabon     | 0  | 3  | 0  |    |   |
| Danny             | 1983-08-07 | Zenit Sint-Petersburg | 0  | 2  | 0  |    |   |